# مسجد سفير
مسجد سفير أو جامع سفير هو مسجد قديم قائم في القصبة بولاية الجزائر.

## التسمية

قبتا مسجد سفير

جاءت تسمية جامع سفير من اسم سفر بن عبد الله، أكبر قادة الطائفة البحرية العثمانية بالجزائر في فترة حكم الإخوة بربروس.
فقد دخل سفر بن عبد الله، ذي الأصل العثماني، في الإسلام على يد خير الدين في فترة حكمه ما بين 1518م إلى غاية 1534م حيث كان الحكم في تلك الفترة دينيا.
وهناك رواية أخرى تنص على كون عبد الله صفر عبدا مسيحيا لخير الدين بربروس، فأعتقه، وبعد اعتناقه الإسلام أخذ اسم عبد الله، ولكن اسمه الشخصي واسم عائلته قبل اعتناقه الإسلام بقيا مجهولين.
وقد درس الإسلام وأتقن اللغة العربية وكان من حفظة القرآن الكريم، كما ورد اسمه في قصة حصار شارلكان للجزائر العاصمة.
ولقد أشرف القائد سفر بن عبد الله على تمويل بناء هذا المسجد حيث تم بناؤه في ظرف تسعة أشهر.
وقد حمل هذا المسجد، بطرازه العثماني، اسمه القديم جامع قايد سفر بن عبد الله قبل أن تعاد تسميته مسجد سفير، فأخذ بذلك اسمه الحالي «جامع سفر» منذ القرن ال13 الهجري.
و يعرف هذا الجامع حاليا بجامع سفير الذي هو تحريف لاسم صفر.

## تاريخ

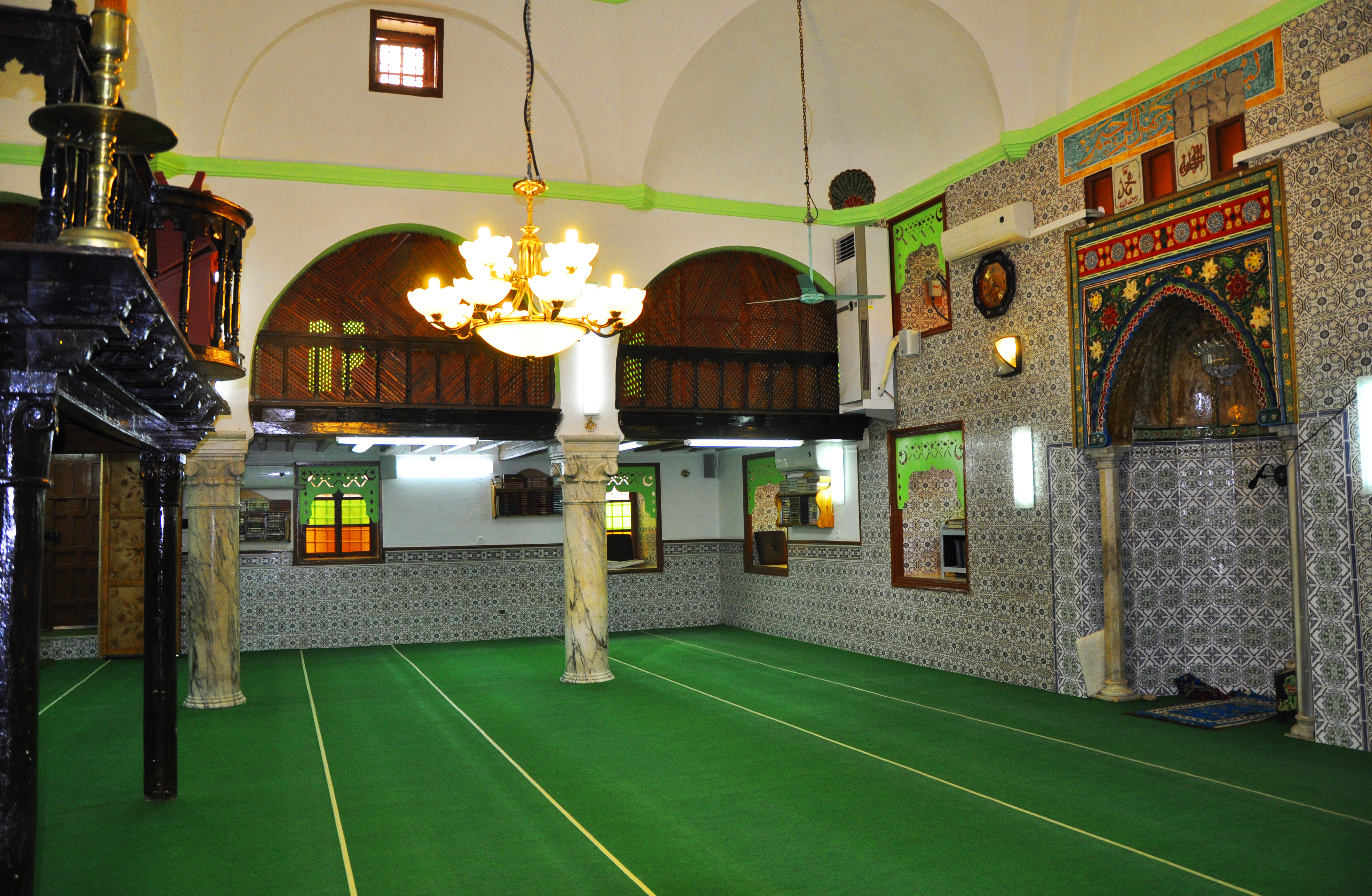
قاعة صلاة مسجد سفير.

يعتبر جامع السفير من أبرز الكنوز الأثرية في القصبة التي قاومت الاحتلال الفرنسي، الذي طالما حاول هدم المعالم الإسلامية في الجزائر العاصمة.

### التأسيس
تم إنهاء بناء جامع سفير في سنة 1534م، الموافق لعام 941هـ، على بعد أمتار قليلة من زاوية وجامع سيدي محمد شريف.
وقد بني هذا المسجد في أراض ضمت إلى مدينة القصبة، بعد بناء السور الجديد الذي كان يحيط بالمدينة لتوسيعها.
وقد وضعت أسسه في رجب 940هـ، وأنهي بناؤه في الثاني من ربيع الأول من سنة 941هـ الموافق ل11 سبتمبر 1534م، أي بعد تسعة أشهر من العمل.
وتوجد على بابه الرئيسي كتابات تحدد تاريخ بنائه.
وقد بني مسجد سفير في مكان خارج أسوار المدينة الأمازيغية الأولى المسماة بمدينة بني مزغنة من سور سيدي رمضان قبل أن يقوم عروج بربروس ببناء قلعة الجزائر، ليتضاعف بذلك عدد الأسوار المحيطة بمدينة القصبة، وعليه تم توسيع المدينة وتم إدماج مسجد وزاوية سيدي عبد الرحمان الثعالبي داخل مدينة القصبة بعد أن كان خارج الأسوار.

### لوحة تذكارية للتأسيس

دكة المبلغ في جامع سفير.

لوحة تذكارية في جامع سفير.

وقد وجدت لوحة رخامية تؤرخ لتأسيس هذا المبنى في سنة 1534م الموافق لعام 940هـ، تدل على ذلك وتذكر اسم خير الدين بربروس و عبد الله صفر، وهي لوحة مستطيلة الشكل، نقشت عليها الكتابة باللغة العربية، باستعمال خط النسخ، وبأسلوب الحفر البارز.
ويحتوي النص على ثمانية أسطر، كتبت حروفه باللون الأخضر، خال من الزخرفة والإعجام والتشكيل. وهذا نص الكتابة:
بسم الله الرحمن الرحيم، صلى الله على سيدنا محمد وعلى آله وصحبه وسلم
الحمد لله الذي رفع السماء وبسط الأرض وفضل بقاعها بعضا
على بعض وجعل أفضلها بقاعا تؤدى فيها النفل والفرض والصلاة والسلام على
محمد الشفيع في يوم العرض وسلم تسليما وبعد فهذا مسجد عظيم ومقام كريم أسس
على التقوى وارتسمت على السعادة والتوفيق أرجاؤه وأركانه وأمر ببنائه الفقير إلى مولاه
مملوك مولانا السلطان الكبير المعظم الشهير المجاهد في سبيل رب العالمين مولانا خير الدين أيده
الله ونصره وهو عبد الله سبحانه صفر غفر الله ذنبه وكان ابتداؤه في شهر رجب الفرد من العام الفارط عن
عام تاريخه والفراغ منه ثاني شهر ربيع الأول عام أحد وأربعين وتسعمائة جعل الله ذلك خالصا إلى وجهه الكريم
بدأت هذه اللوحة بحمد الله تعالى والصلاة والسلام على الرسول صلى الله عليه وسلم، ثم أشارت إلى أن هذه المساجد هي أفضل بقاع الأرض، وفي ذلك إشارة إلى حديث النبي صلى الله عليه وسلم: «أفضل بقاع الأرض مساجدها».
وقد ورد في هذه اللوحة اسم عبد الله صفر وأنه مملوك للسلطان الكبير المعظم الذي عرف بجهاده في سبيل الله خير الدين بربروس.
وقد شرع في بناء هذا الجامع في رجب بين 11 جانفي و13 فيفري 1534م، وتم بناؤه في 14 ربيع الأول سنة 941هـ الموافق لـ 11 سبتمر 1534م.

### الأوقاف

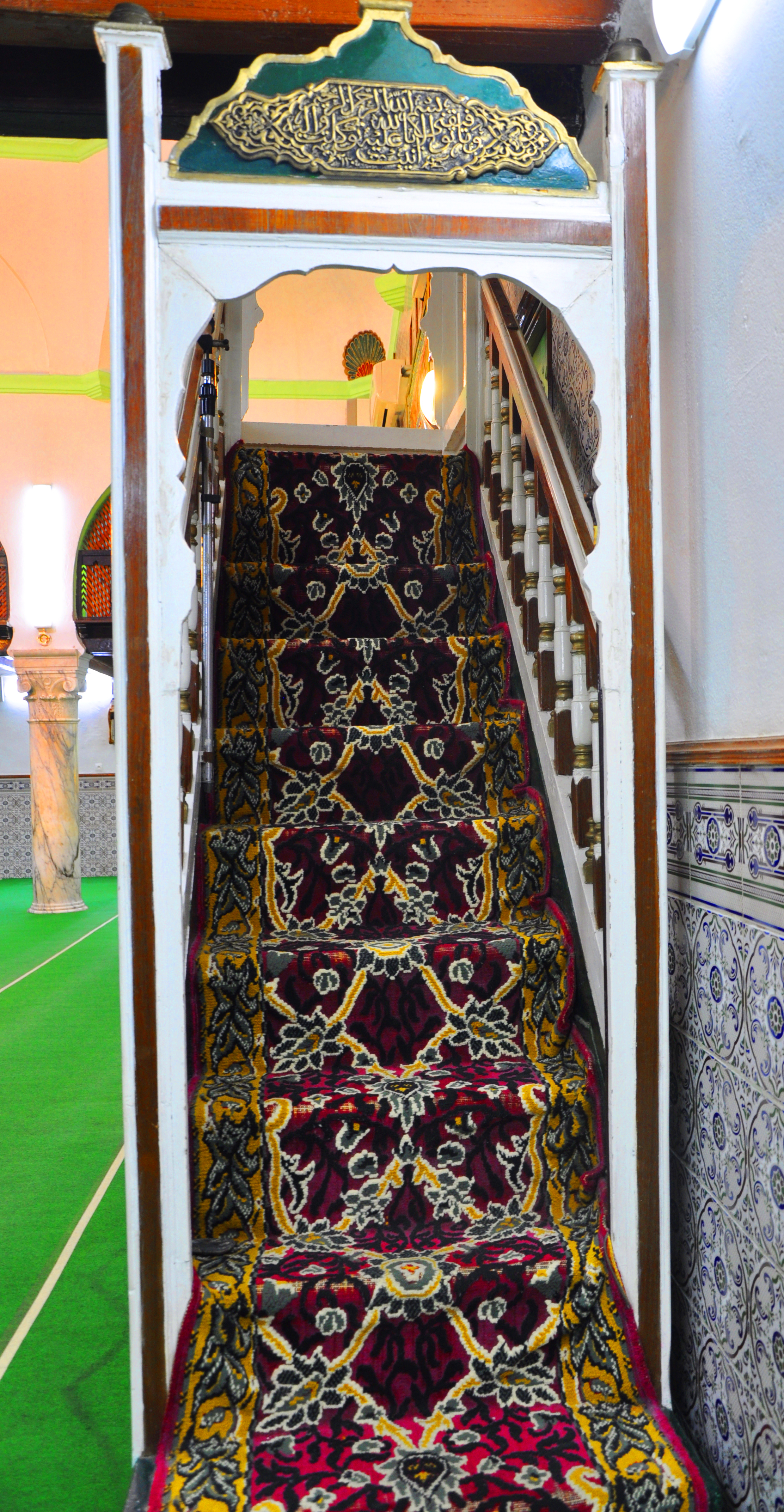
منبر مسجد سفير.

حينما قام عبد الله صفر بتأسيس مسجد سفير في عام 1534م، أوقف عليه 100 هكتار من الأراضي، وكان هذا أول مسجد يبنى في الجزائر أثناء الفترة العثمانية.
وفي وثيقة شرعية قديمة تعود إلى سنة 1534م حررت من طرف القاضي الحنفي آنذاك ذُكر أن الباشا خير الدين بربروس أوقف على مسجد سفير عشر زويجات والتي تعادل بتربيعها عشرة هكتارات من الأرض تقع بناحية سيدي يخلف بقرب سطاوالي غربي مدينة الجزائر يصرف دخلها على جامع القائد صفر بن عبد الله، وأوصى بأن هذا العقار المزرعة لا تجري عليه أية ضريبة، وذلك بتاريخ منتصف ربيع الأول من سنة 941هـ الموافق لـشهر سبتمر 1534م.
وفي عقد آخر وقف الباشا المذكور أرض طاحونة تقع في منطقة وادي الزويق بمقاطعة الجزائر، والتي بني عليها مبان القائد يحي بن عياد الجيجلي النجار الذي حرره مولاه الباشا المذكور كذلك.
وتتابع الناس وتنافسوا بعد ذلك في تحبيس الأملاك وكثر المحبسون ولم يقتصر الأمر على جنس الرجال فقط فكان من النساء الكثير من المحبسات حتى اضطرت السلطة العثمانية إلى إصدار سجل ضخم عام 1717م مخصص لهذا الغرض.
وكانت أوقاف جامع سفير منضوية ضمن أوقاف مؤسسة سبل الخيرات المشرفة على أملاك مساجد القصبة داخل وخارج مدينة الجزائر.

#### الأملاك العقارية الموجودة على سجل جامع سفير

##### أوقاف داخل مدينة الجزائر
- ثمانية عقود حانوت.
- ثلاثة عقود لأجزاء حانوت.
- دار واحدة.
- جزأين من دار.
- ثلاثة علويات.
- بيتان.
- كوشة.
- مخزنان.

##### أوقاف خارج مدينة الجزائر
- ثلاث جنات.
- بلدان اثنان.

#### الأملاك العقارية الموجودة على سجل الجامع الكبير

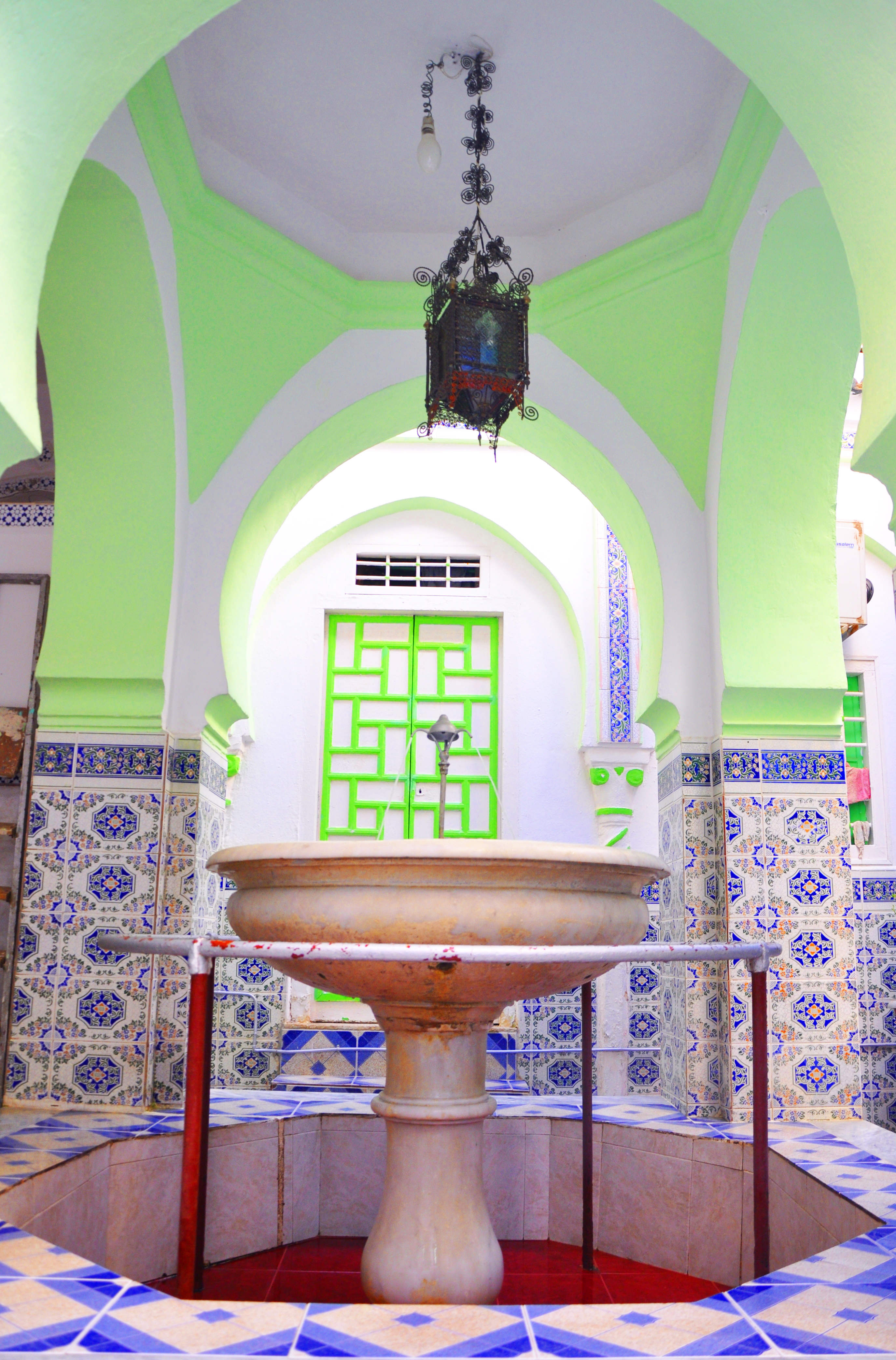
نافورة مسجد سفير.

##### أوقاف داخل مدينة الجزائر
- عشرة عقود حوانيت.
- ثلاثة عقود دور.
- كوشة واحدة.
- حوش واحد.
- فرن واحد.

##### أوقاف خارج مدينة الجزائر
- ثلاثة عقود لجنات.
- ثلاثة عقود لأجزاء جنات.
- ثلاثة أرباع عقد لبحيرة.
- ثلاثة أرباع عقد لرحى.

### التوسعة

مقطع طولي لمئذنة جامع سفير.

يذكر الشيخ عبد الرحمن الجيلالي أنه أعيد ترميم جامع سفير على عهد بابا حسن باشا.
ثم تمت توسعة جامع سفير بعد أن كان مصلى صغير الحجم بعد أن قام الداي حسن باشا في 1798م بمعاينته والأمر بإجراء توسيعات داخل المصلى ليصبح بعد ذلك جامعا.
ثم أمر الداي حسين بإعادة بناء هذا الجامع وتوسيعه للمرة الثالثة من سنة 1826م إلى غاية سنة 1827م.
وممن ذكر إعادة بناء هذا المسجد وتجديده الحاج أحمد شريف الزهار في مذكراته في معرض كلامه عن أعمال الداي حسين، فذكر أنه بنى برج باب البحر وطبانة في الصنانجية وبنى جامع سفير.

### لوحة تذكارية للتوسعة
فقد وجدت لوحة رخامية ثانية تبين تاريخ تجديده من طرف الداي حسين سنة 1827م.
وهي لوحة مستطيلة الشكل كتبت باللغة العربية باستعمال خط النسخ وبأسلوب الحفر الغائر المملوء بالرصاص.
وقد كتب النص فيها على خمسة أسطر مقسمة إلى قسمين ومحصورة بين أطر تكون فيما بينها معينات ذات خطوط منحنية، والنص خال من الزخرفة وقد جاء فيه ما يلي:

لوحة تذكارية في جامع سفير.

بسم الله وأول الذكر الحمد للــــــه ***** ونصلي على مـحـمـد امـتـثالا للأمر بالصلاة
وبعد فإن مما يسره اللــــــــــه ***** وأولاه تـجـديد هذا المسجد للذكر والصـلاة
وكان ذلك من خــيـرات أسـعد الولاه ***** المــخــلص في مصالح العباد لوجه اللــه
فكان التــاريخ لما جــدده وعــلاه ***** مــوســومــا باسمه ووصفه الذي أعــــلاه
وهــو جــدد الرســوم بـحــمــد الله ***** حسين باشا المجاهد في سبيل الله سنة 1242هـ
بدأت هذه اللوحة بالبسملة وحمد الله تعالى ثم الصلاة على رسول الله وذلك امتثالا لأمر الله «إن الله وملائكته يصلون على النبي، ياأيها الذين آمنواصلوا عليه وسلموا تسليما»، ولحديث النبي صلى الله عليه وسلم في قوله: «من صلى علي صلاة، صلى الله عليه بها عشرا».
ثم ذكر الهدف من تجديد هذا المسجد وهو إقامة الصلاة وذكر الله تعالى.
كما ذكر اسم المجدد وهو الداي حسين الذي وصف بالمجاهد في سبيل الله، وقد جدده حسب الكتابة سنة 1242هـ الموافقة لـ 1826 ـ 1827 م.

### مخطط المسجد

مخطط جامع سفير.

منارة جامع سفير.

بني مسجد سفير على قطعة أرضية مستطيلة، ويظهر من الخارج على شكل مكعب، ويحتل مساحة تقدر بحوالي 399.50 مترا مربعا.
وللمسجد واجهتان: واجهة رئيسية تحتوي على مدخلين يطلان على شارع الإخوة بشارة، ويوجد مدخل آخر في الواجهة الجنوبية الغربية المطلة على شارع عبد الحميد روان يؤدي مباشرة إلى حجرة الصلاة مربعة الشكل والمغطاة بقبة كبيرة قاعدتها مثمنة الأضلاع، وتتصل القبة بقاعة الصلاة بأربعة أعمدة.
ويتميز هذا المسجد بمئذنته ذات الأضلاع الثمانية التي ترجع إلى الأصل الشرقي الذي بدأ تأثيره يظهر على الطابع المغاربي ذي الأضلاع الأربعة.
وأسطح الأروقة المحيطة بالقبة المركزية تستند إلى صباطات وأقواس حادة ذات بناء أكثر بساطة وأكثر فعالية.
والمحراب وحده هو الذي يوحي بشيء من الثروة والألوان بزخرفته الخزفية، وهو مغطى بالزليج الأبيض والأزرق، وعلى يمين هذا المحراب دكة المبلغ، مصنوعة من الخشب، وهي ترتكز على أربعة أعمدة خشبية، يحيط بها درابيز، ويتوسط الدكة حنية صغيرة نصف دائرية اتجاهها نفس اتجاه المحراب.

### الاحتلال الفرنسي

مئذنة مسجد سفير أثناء الاحتلال الفرنسي.

تزامنا مع الاحتلال الفرنسي للجزائر في سنة 1830م، تم إدخال بعض التغييرات على جامع سفير في سنة 1827م.
وقد شهد مسجد سفير أول ترميم له في عهد الإدارة الفرنسية، حيث قام المحتل الفرنسي بتشويهه مما أثر على هندسته المعمارية وأفقده جماله الهندسي الأول.
فبقي يؤدي وظيفته الإسلامية، لكن من دون شك مع مراقبة الأوضاع من طرف الفرنسيين الذين كانوا حذرين مما قد يحاك ضدهم في مثل هذه الأماكن وفي غيرها والتي تكون مجمعا للسكان الجزائريين.
وقد رد بعض الباحثين سبب عدم تحويل هذا المسجد إلى كنيسة أو مرفق آخر إلى رائحة المسيحية في أصله كما زعموا، وذلك لأن مؤسسه عبد الله صفر كان في الأصل ينتمي إلى الديانة المسيحية قبل إسلامه.

## التصنيف
تم تصنيف مسجد سفير ضمن التراث الوطني العام فمن طرف إدارة الاحتلال الفرنسي مع مطلع القرن العشرين.
فقد صُنّف فعليا ضمن الموروث التاريخي في يوم 30 ماي 1905م.

## الموقع
يقع مسجد سفير في وسط القصبة عند زاوية شارع الإخوة بشارة وشارع عبد الحميد روان، وقد كان هذا الجامع في الأصل في القسم الأعلى من القصبة المدعو بالجبل.

## الترميم

جامع سفير قبل الترميم

رغم أهمية معلم مسجد سفير إلا أنه عانى من مشاكل عديدة أفقدته رونقه وجماله بفعل مشكل تسربات المياه على مستوى جدرانه بما كان يهدد بقاء هذا المعلم الأثري.
وكان هذا الاهتراء قد أدى إلى برمجة ترميمات استعجالية لهذا الجامع.
فمعاناته من مشكل تسرب المياه على مستوى الجدران وأسقف قاعة الصلاة وكذا قاعة الوضوء مقد أثر سلبا على المصلين ولاسيما عند سقوط الأمطار الغزيرة التي كانت تحول في بعض الأحيان دون أداء الصلاة داخل هذا المسجد.
وجاءت الترميمات لتفادي تفاقم الوضع الكارثي داخل هذه البناية التي كانت مهددة بالفقدان والضياع.

## وصف

محراب مسجد سفير.

المتأمل في الشكل الهندسي والمعماري للبناية الإسلامية في جامع سفير يلاحظ أنه صورة طبق الأصل في هندسته وشكله لجامع كتشاوة، وهو ما يؤكد أن المهندس الذي أشرف على بناية جامع السفير هو نفسه من قام بتصميم مسجد كتشاوة نظرا للتشابه الكبير بين البنايتين في شكلهما الهندسي.
وهو يتميز بلذلك هندسة معمارية فائقة الجمال.
وكانت القصبة تضم 13 جامعا و109 مسجدا و32 ضريحا و12 زاوية، أي ما مجموعه 166 معلم ديني عشية الاحتلال الفرنسي في سنة 1830م، وأغلبية هذه المعالم هدمت أو اندثرت في الفترة الاستعمارية، كمسجد السيدة، مسجد سيدي ربي، ومسجد ميزومورتو الكبير.
وفي سنة 1862 لم يبق إلا 9 جوامع و19 مسجدا و15 ضريحا و5 زوايا.

## خطباء المسجد
| رقم | الإمام الخطيب   | البداية | النهاية |
| --- | --------------- | ------- | ------- |
| 01  | محمد الدواخ     | 1943م   | 1963م   |
| 02  | إبراهيم بوسحاقي | 1948م   | 1978م   |
| 03  | محمد شارف       | 1946م   | 2011م   |
| 04  | أحمد بن تشيكو   | 1944م   | 1990م   |

## القبو
يحتوي قبو مسجد سفير على بيت الوضوء.

## قاعة الصلاة
تتميز قاعة الصلاة في جامع سفير بكونها كبيرة تشبه في تشكيلتها قاعة صلاة مسجد علي بتشين الذي يوجد في منطقة زوج عيون بالقصبة السفلى.
وتتسع هذه لالقاعة استيعاب أكثر من 300 مصل.

## المحراب

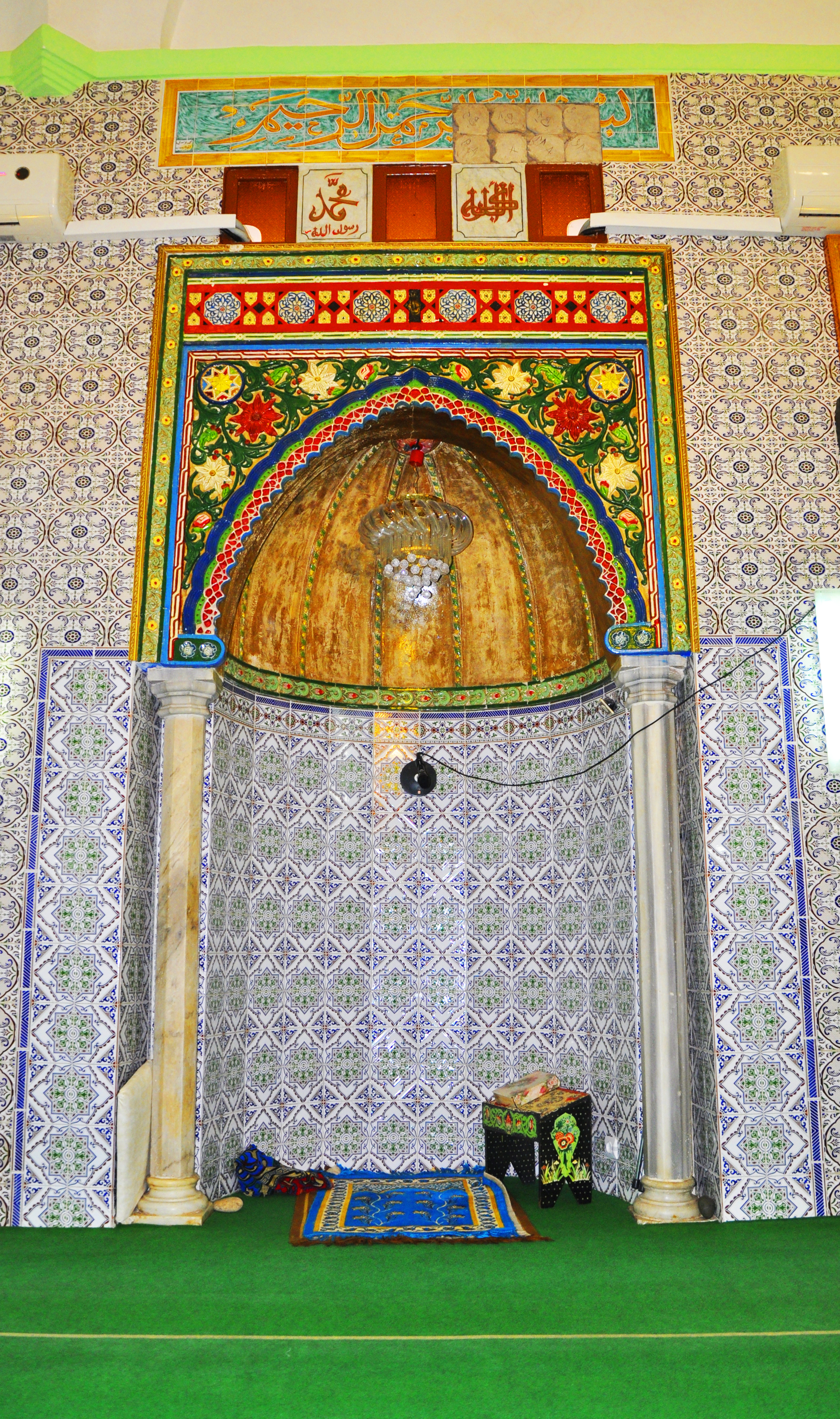
محراب مسجد سفير.

المحراب الموجود بجامع سفير هو من نفس نموذج المحاريب المتواجدة بمساجد الجزائر التي بنيت من طرف العثمانيين.

## المنبر
يضم جامع سفير إلى جوار المحراب منبرا خشبيا.

## العرصات
تتميز العرصات في مسجد سفير بكونها مصنوعة من الرخام.

## الزخرفة
تم صنع الزخرفة الداخلية لمسجد سفير من الزليج الذي جيء به من الورشات التونسية، وهو نفس الزليج الموجود في أغلبية القصور العثمانية التي كانت توجد في القصبة السفلى.

## المنارة
يحتوي جامع سفير على منارة أو مئذنة ثمانية الشكل تشبه منارة مسجد براني الذي يوجد في أعلى القصبة · .

## مكتبة الصور

لوحة تذكارية في جامع سفير.
لوحة تذكارية في جامع سفير.
مخطط جامع سفير.
مقطع طولي لمئذنة جامع سفير.
محراب مسجد سفير.
دكة المبلغ في جامع سفير.
منارة جامع سفير.
مئذنة مسجد سفير.
مدخل جامع سفير
جامع سفير قبل الترميم
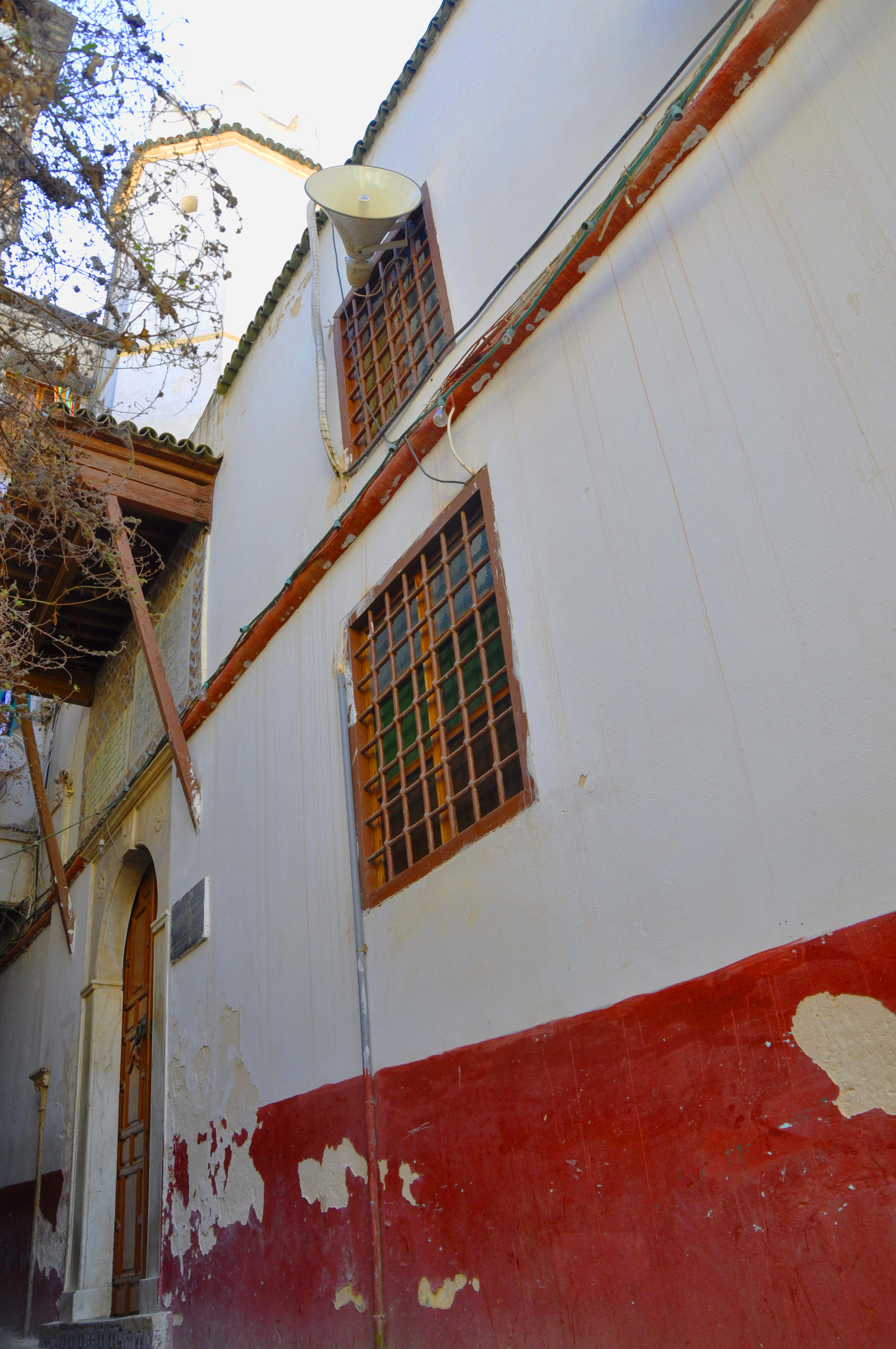
مدخل مسجد سفير.
باب مسجد سفير.
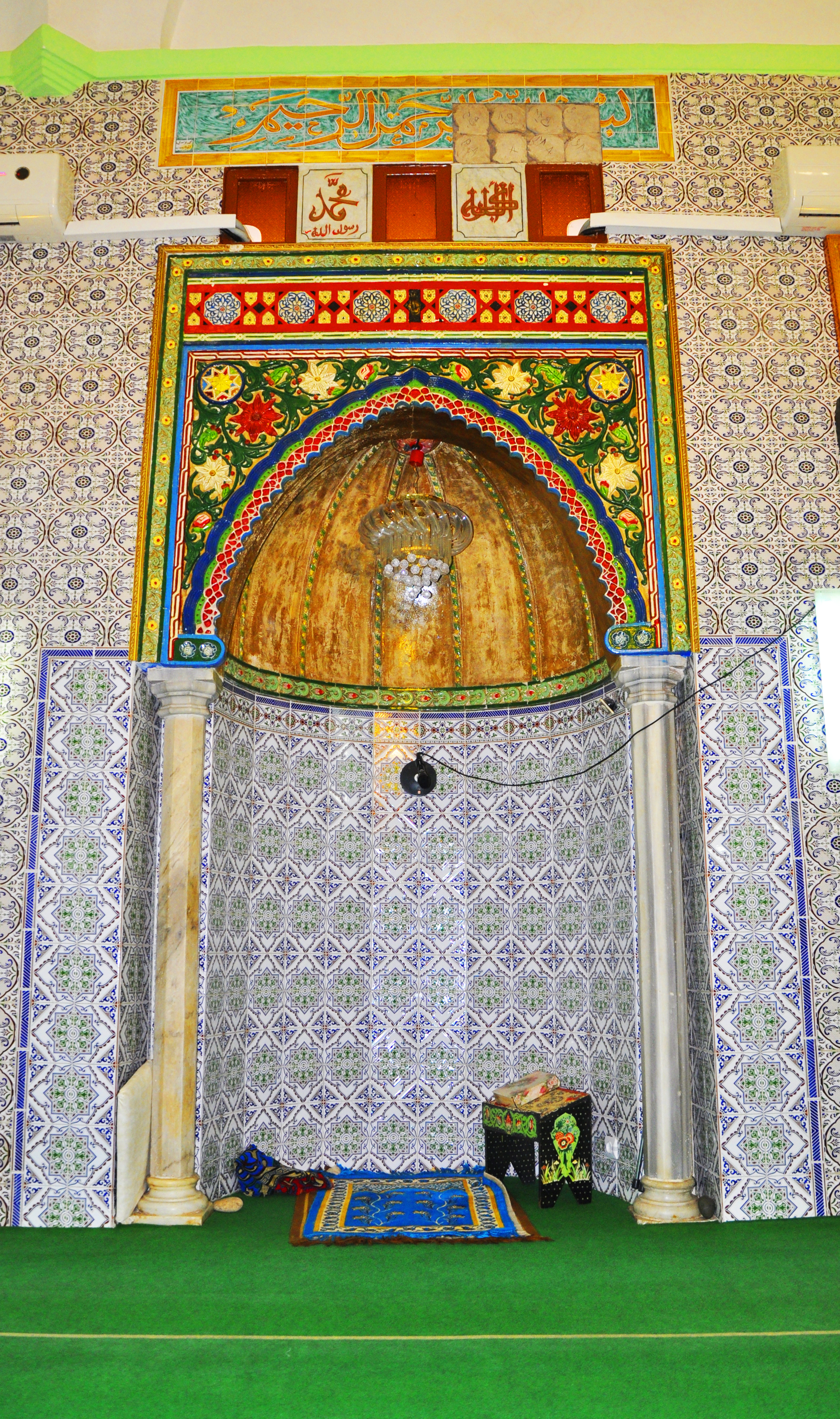
محراب مسجد سفير.
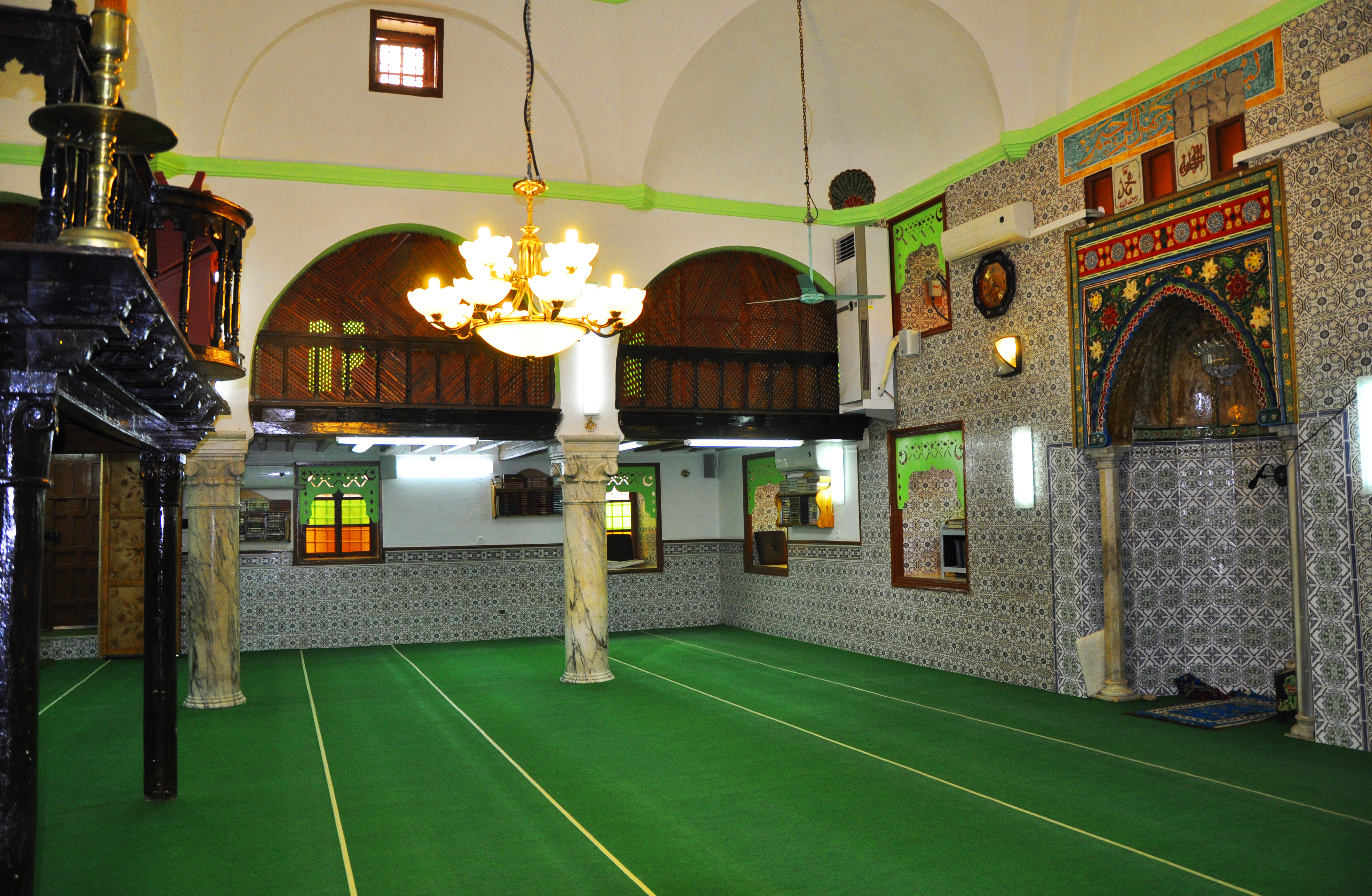
قاعة صلاة مسجد سفير.
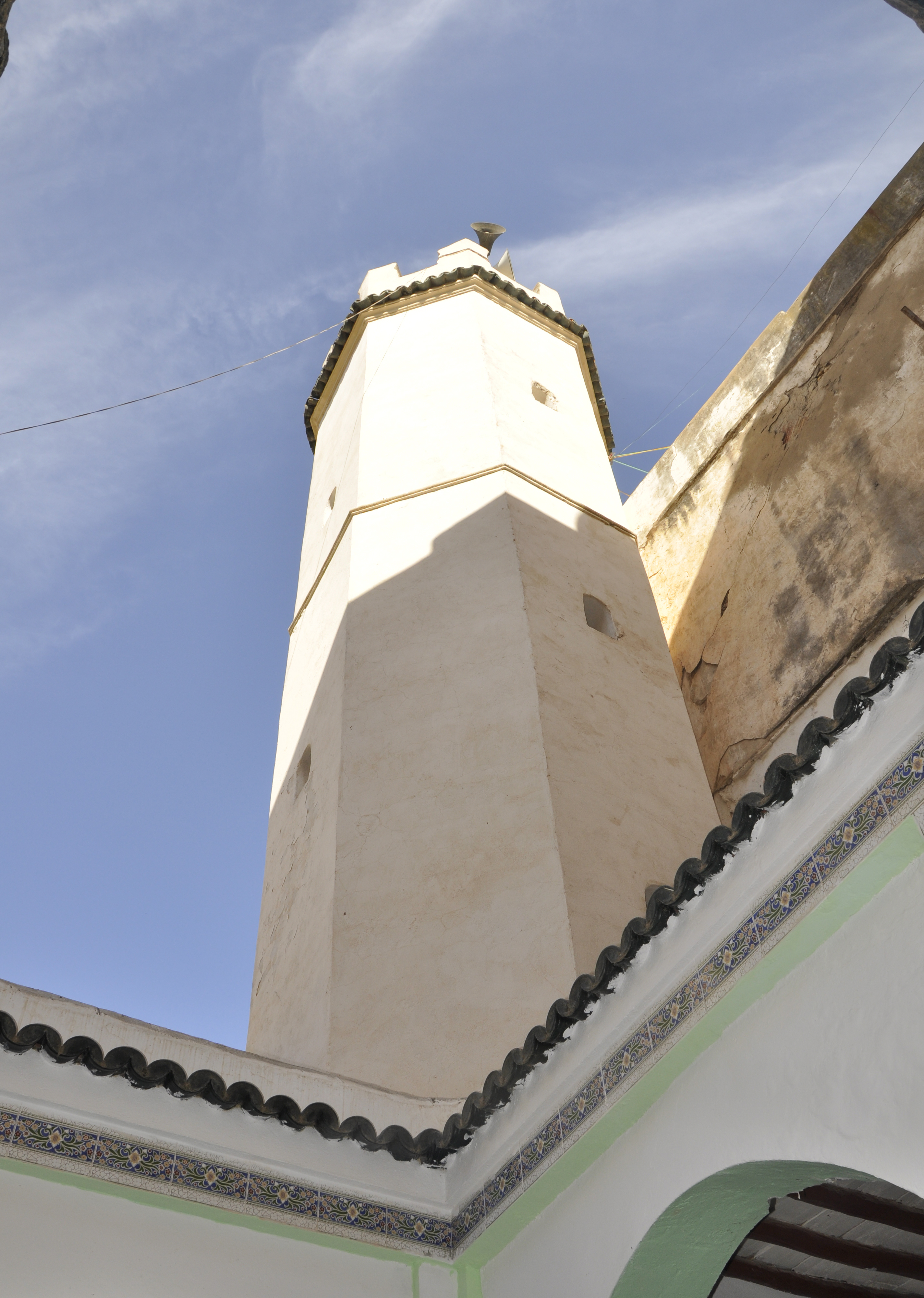
مئذنة مسجد سفير.
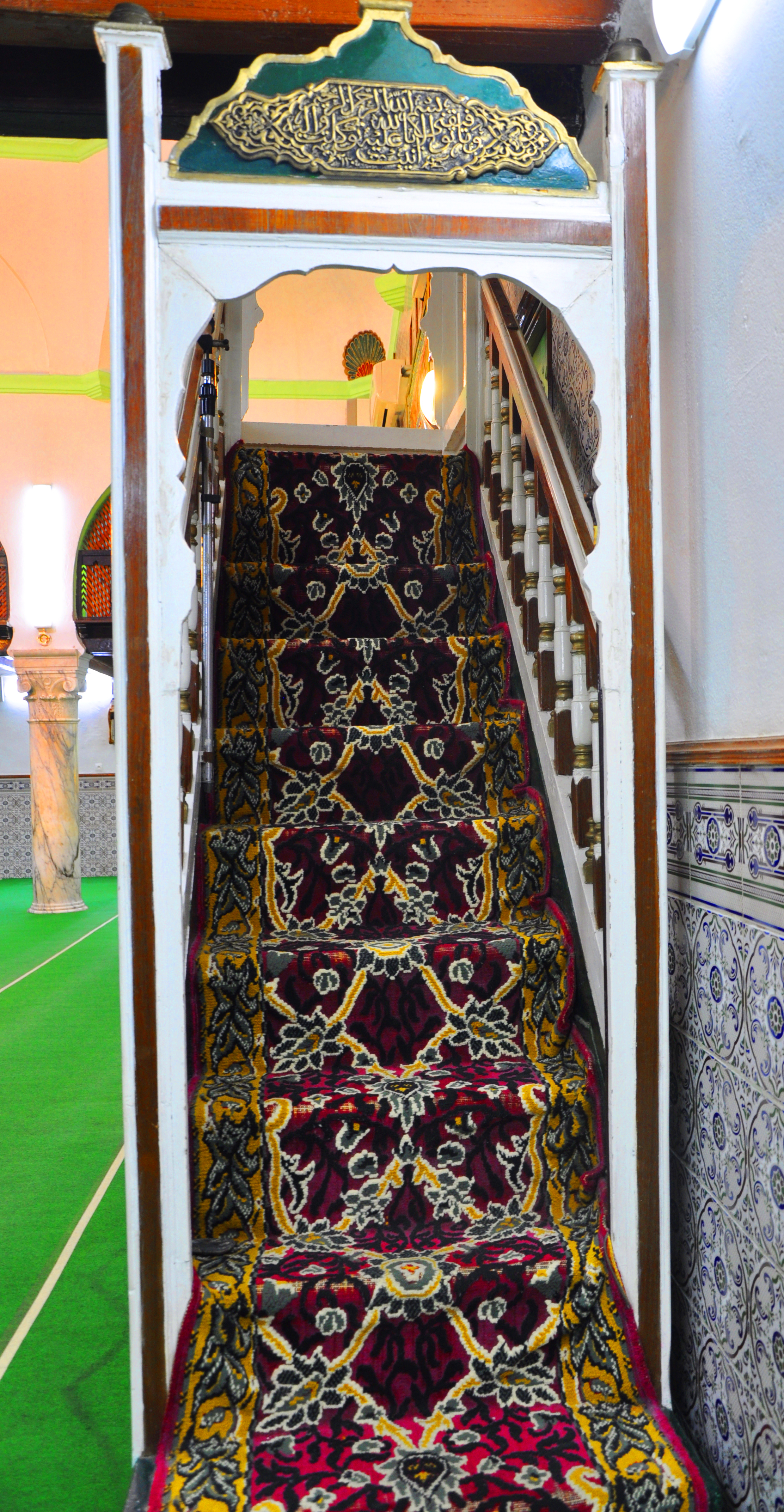
منبر مسجد سفير.
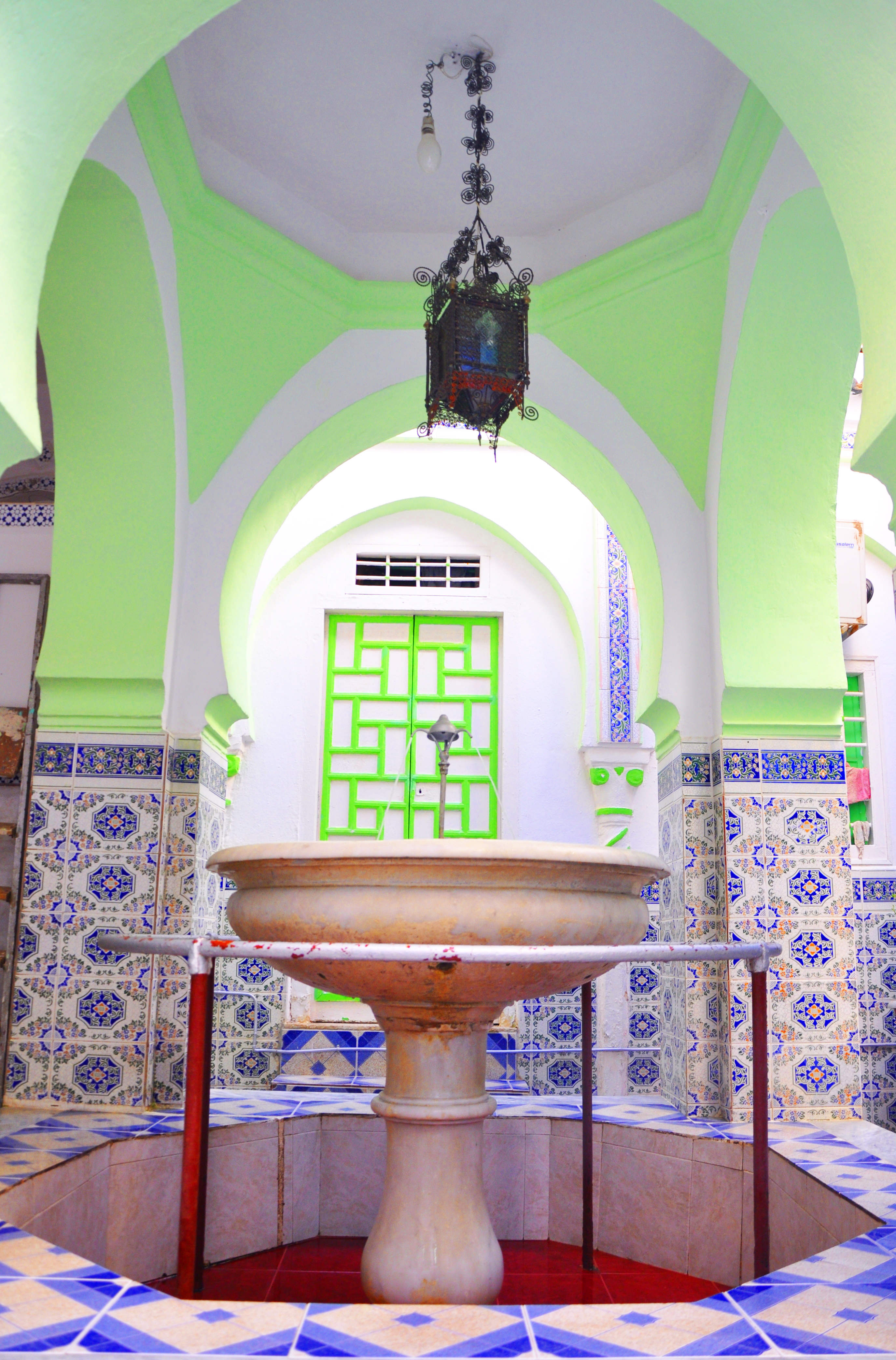
نافورة مسجد سفير.
قبتا مسجد سفير.
نافورة مسجد سفير.